# Іваноньків Богдан Михайлович
Богда́н Миха́йлович Івано́ньків (нар. 20 січня 1945, с. Ріпинці Бучацького району Тернопільської області) — український діяч культури, диригент. Народний артист України (2016).

## Життєпис

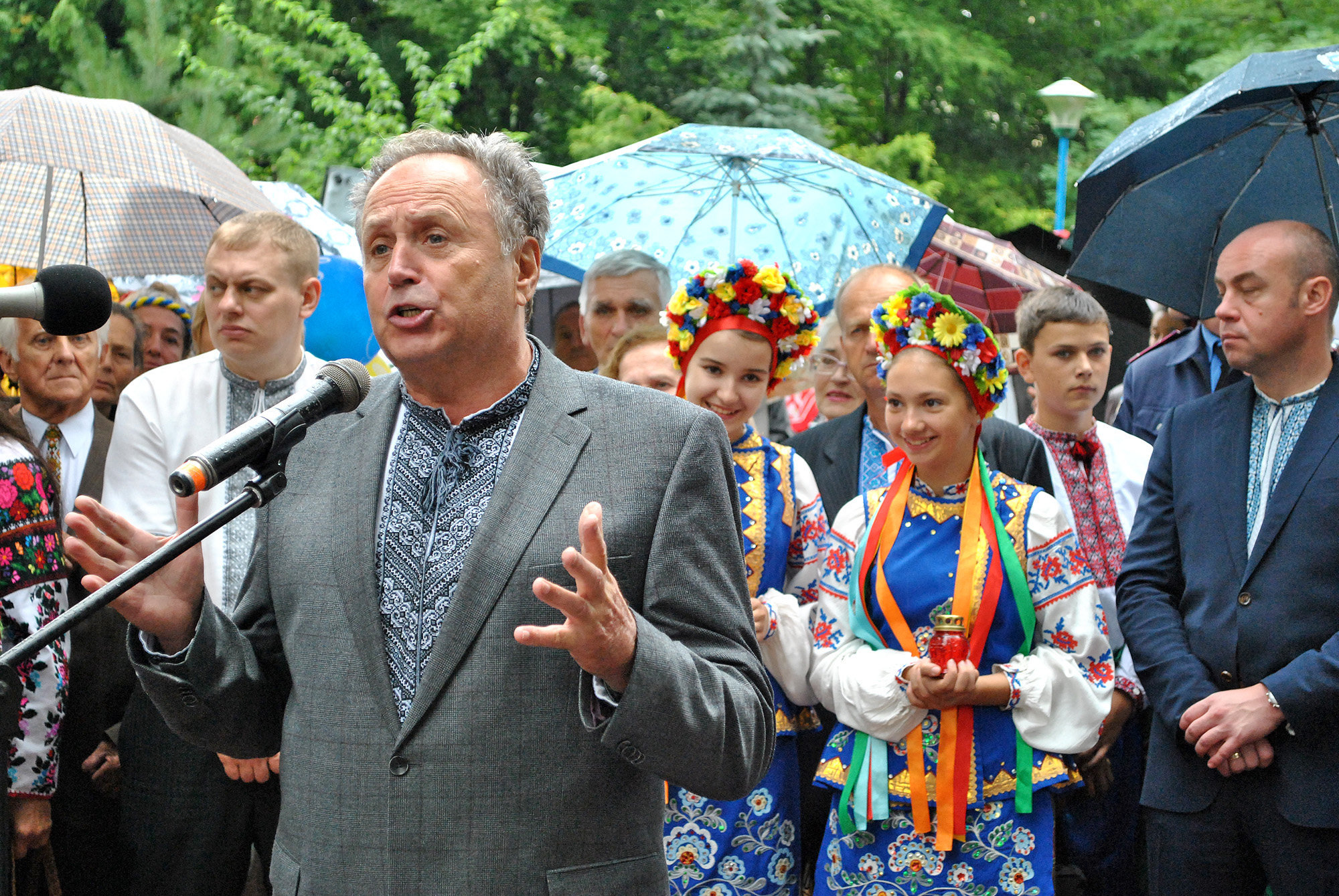
На відкритті пам'ятника жертвам депортації (Тернопіль,)

Навчався на відділі народних інструментів Івано-Франківського музичного училища. Працював викладачем диригування Снятинського культурно-освітнього училища (Івано-Франківська область), одночасно — концертмейстер диригента Ю. Дзюбановича. Закінчив диригентський і вокальний факультети Львівської консерваторії (1972, нині музична академія), одночасно брав уроки вокалу в О. Бандрівської.
Працював художнім керівником та диригентом ансамблю пісні й танцю «Черемош», хорової капели Львівського університету.
Від 1972 — художній керівник Тернопільської обласної філармонії, згодом — художній керівник та головний диригент Струсівської заслуженої самодіяльної капели бандуристів «Кобзар».
1975—1992 — у Тернопільському музичному училищі: викладач відділу хорового диригування, завідувач відділу та керівник хору. 
1976—1986 — керівник народної чоловічої хорової капели «Кооператор».
1992—1994 — диригент Тернопільської обласної філармонії; від 1994 — в ТДПУ (нині ТНПУ): старший викладач кафедри вокально-хорових дисциплін; від 1999 — керівник студентської хорової капели; від 1999 — доцент .
Серед вихованців — заслужені артисти України Ярослав Лемішка, Борис Репка, Н. Чорпіта, хормейстер капели «Думка» Ф. Фещак, керівник гурту «Світозари» І. Ясній, Лановий Олег та інші.
В училищі підготував концертний репертуар, зокрема кантати «Хустина» Л. Ревуцького, «Вечорниці» П. Ніщинського, «Заповіт» С. Людкевича; зі Струсівською капелою — «Колядки і щедрівки» (1988), «Історичні та повстанські пісні» (1990), «Церковна музика України» (1992); зі студентською хоровою капелою — програму «Музика українських та зарубіжних композиторів» та інші.
Автор низки обробок народних пісень, аранжувань, перекладів для різних хорів, ансамблів та оркестрових акомпанементів.

## Державні нагороди
- Заслужений артист України (1987).
- Народний артист України (22 січня 2016) — за значний особистий внесок у державне будівництво, соціально-економічний, науково-технічний, культурно-освітній розвиток Української держави, справу консолідації українського суспільства, багаторічну сумлінну працю[1]